# Väddö
Väddö er en halvø i det nordlige Roslagen, og ligger cirka 100 kilometer nord for Stockholm i Sverige. Sammen med den sydlige del af øen, kaldet Björkö, regnes Väddö som Sveriges arealmæssigt syvendestørste ø. Väddö hører under det gamle Väddö och Häverö skeppslag (skibslaug, svarende til et svensk herred) og var selvstændig kommune frem til 1971, hvor den blev en del af Norrtälje kommune.
I syd bliver Väddö til Barnens ö og Björkö, og i nord til Fogdö og Singö. Øen har omkring 3.000 huse til fastboende og 8.000 fritidshuse. Erhvervslivet på øen er afhængigt af sommerturismen i form af bådrejsende og beboerne i fritidshusene, samt af jagt og fiskeri. Mange håndværkere arbejder som selvstændige.
På Väddös nordspids ligger det gamle fiskerleje Grisslehamn. Indtil 1950'erne kaldtes det Nya Grisslehamn for at kunne skelne det fra Gamla Grisslehamn, stedet hvor rokonkurrencen Postrodden begyndte i 1600-tallet, hvor der med Åland dystes om, hvem der hurtigst kan ro den 40 kilometer lange tur over Ålandshavet, fra Grisslehamn til Eckerö på Åland. I århundreder var den primære beskæftigelse på Väddö transport af post og passagerer mellem de to øer.
I Grisslehamn ligger blandt andre Engströmgården, som driver et museum om Väddös mest kendte person, forfatteren og kunstneren Albert Engström (1869-1940). Samme år som Engström døde, flyttede en smålænding til Tomta, forfatteren Vilhelm Moberg. I Grisslehamn ligger også Hotell Havsbaden, der fungerer som turist-, spa- og konferencehotel.
Midt på Väddö ligger Älmsta, som er Väddös største byområde. Det er delt i to, hvoraf den største del, Älmsta, ligger på fastlandet og den mindre del (der egentlig ikke er Älmsta, bortset fra byerne Norra Sund og Hammarby) ligger på øen. Lige syd for Älmsta ligger på fastlandssiden Roslagens Sjöfartsmuseum, hvor man kan opleve Roslagens søfartsmiljø. Cirka 2 kilometer østsydøst for Älmsta rejser Kasberget sig, med en vidtstrakt udsigt, blandt andet kan man se Åland i godt vejr.
Väddö kanal og Väddöviken adskiller øen fra fastlandet. Väddö er forbundet med fastlandet af tre broer, Trästabron i nord, Älmstabron i midten og Bagghusbron i syd. Väddö kanal, hvis anlæggelse blev påbegyndt i 1819 og indviedes i 1840, er en af Väddös mest populære attraktioner med omkring 22.000 passerende både om året.
Ud over rokonkurrencen Postrodden, er en anden kendt begivenhed Elmstanatta, Roslagens største sommerfest.